# Star Trek: The Original Series
 Denne artikel omhandler Star Trek: The Original Series. Opslagsordet har også en anden betydning, se Star Trek (flertydig).
Star Trek er en amerikansk science fiction-serie skabt af Gene Roddenberry. Den følger stjerneskibet USS Enterprises (NCC-1701) mange rumeventyr. Serien har senere fået tilnavnet The Original Series (TOS) for at adskille den fra efterfølgende spin-offs.
Serien foregår i Mælkevejen omkring 2260'erne. Enterprise ledes af kaptajn James T. Kirk (William Shatner), videnskabsofficer Spock (Leonard Nimoy) og skibslæge Leonard McCoy (DeForest Kelley). Shatners introduktion i begyndelsen af hvert afsnit slår stjerneskibets mission fast:
 Rummet: Den yderste grænse. Dette er stjerneskibet Enterprises rumfærd. Dets femårsmission er at udforske nye verdener for at finde liv og nye civilisationer. At drage ud, hvor ingen har været før.

Serien blev produceret af Norway Productions og Desilu Productions fra september 1966 til december 1967, og af Paramount Television fra januar 1968 til juni 1969. Star Trek fik premiere på NBC i USA 8. september 1966, men blev allerede vist på canadiske CTV 6. september 1966. Star Treks seertal på NBC var konsekvent lave, og efter tre sæsoner og 79 afsnit blev serien aflyst. Den opnåede adskillige år senere kultstatus, da den op gennem 1970'erne blev syndikeret på flere forskellige tv-kanaler. Star Trek udviklede sig med tiden til en verdensomspændende mediefranchise bestående af tolv tv-serier, tretten spillefilm, samt adskillige bøger, spil og legetøj. Den regnes i dag for at være en af de største og vigtigste tv-serier nogensinde.

## Baggrund
Gene Roddenberry havde længe været fan af science fiction, da han 11. marts 1964 skrev et kort udkast til en science fiction-serie kaldet Star Trek. Den skulle foregå ombord på det kæmpe rumskib S.S. Yorktown i det 23. århundrede. Rumskibets besætning skulle udforske Mælkevejen.
Roddenberry var bl.a. inspireret af A. E. van Vogts fortællinger om rumskibet Space Beagle (1939-43), Eric Frank Russels Men, Martian and Machines-noveller (1955) og filmen Kampen på dødskloden (1956). Der kan også drages paralleller mellem Star Trek og tv-serien Rocky Jones, Space Ranger (1954). Roddenberry lod sig desuden kraftigt inspirere af C. S. Foresters bøger om Horatio Hornblower (1937-64), der ligesom Star Trek omhandler en modig kaptajn på fjerne eventyr. Roddenberry kaldte ofte kaptajn Kirk for "Horatio Hornblower i rummet".
Roddenberry havde stor erfaring med at skrive westernserier, der var en meget populær fiktionsgenre i 1950'erne og 1960'erne. Han karakteriserede sit første Star Trek-udkast som "Wagon Train til stjernerne". Ligesom i westernserien Wagon Train (1957-62), var hvert afsnit af Star Trek et selvstændigt eventyr sat ind i en større rammefortælling om en længerevarende rejse. De fleste senere Star Trek-serier har fulgt "Wagon Train"-paradigmet. De eneste undtagelser er Star Trek: Deep Space Nine (1993-99), Star Trek: Discovery (2017-), Star Trek: Picard (2020-23) samt tredje sæson af Star Trek: Enterprise (2001-05).
I Roddenberrys første udkast hed seriens hovedperson Robert April. Han var kaptajn på rumskibet S.S. Yorktown. Denne karakter udviklede sig senere til kaptajn Christopher Pike (Jeffrey Hunter). April var ifølge Star Trek Chronology (1996) og The Star Trek Encyclopedia (1994) kaptajn Pikes forgænger. Selvom han kortvarigt optrådte i The Animated Series-afsnittet "The Counter-Clock Incident" (1974), blev Pikes rolle først fuldt udfoldet i Star Trek: Strange New Worlds (2022-).

## Udvikling
Gene Roddenberry fremlagde Star Trek-udkastet for det førende produktionsselskab Desilu Productions i april 1964. Han mødtes med Desilus vicedirektør, Herbert F. Solow, som underskrev en treårig programudviklingskontrakt med Roddenberry. Desilus direktør, Lucille Ball, blev senere involveret i projektet.
Roddenberrys oprindelige udkast blev voldsomt revideret. Pilotafsnittet "The Cage", der blev filmet i slutningen af 1964, afviger på mange punkter fra Roddenberrys udkast fra marts samme år. Solow tilføjede bl.a. stjernedatokonceptet. Desilu Productions pitchede sammen med Roddenberry Star Trek for CBS's ledelse, men de afslog at købe serien, da de allerede havde et lignende projekt i støbeskeen, Irwin Allen-serien Lost in Space (1965-68).
I maj 1964 mødtes Solow med Grant Tinker fra NBC. Solow havde selv tidligere arbejdet for tv-netværket. Selvom Tinker købte seriens første pilotafsnit, "The Cage", endte NBC med at afvise det endelige resultat, da de fandt afsnittet "for intellektuelt". NBC's direktører var dog stadig interesserede i projektet og anerkendte, at de selv havde godkendt "The Cages" manuskript.
NBC valgte ganske usædvanligt at betale for et nyt pilotafsnit, "Where No Man Has Gone Before". Kun karakteren Spock (Leonard Nimoy) fulgte med over i det nye afsnit, mens Nummer 1-skuespilleren Majel Barrett blev castet i en helt ny rolle. NBC godkendte det andet pilotafsnit og besluttede, at Star Trek skulle indgå i kanalens sendeflade for efteråret 1966.
Det andet pilotafsnit introducerede de fleste af Star Treks hovedkarakterer: Kaptajn Kirk (William Shatner), maskinchef Scott (James Doohan) og løjtnant Sulu (George Takei). Sulu var i seriens andet pilotafsnit Enterprises fysiker, men agerede resten af serien rorsmand. Paul Fix' rolle som skibslæge Mark Piper, blev allerede fra seriens tredje afsnit erstattet af DeForest Kelleys dr. Leonard McCoy, som blev seriens tredje hovedstjerne. Nichelle Nichols, som spillede løjtnant Nyota Uhura, var den første sorte skuespillerinde i en større amerikansk tv-serie. Kaptajnens oppasser, underofficer Janice Rand (Grace Lee Whitney), forlod serien allerede i første sæson. Majel Barrett spillede McCoys assistent, oversygeplejerske Christine Chapel. Walter Koening blev castet som sekondløjtnant Pavel Chekov til seriens anden sæson.
I februar 1966 var Desilu Productions tæt på at aflyse Star Trek før pilotafsnittet overhovedet var blevet sendt. Desilu var gået fra at producere blot én tv-serie på 30 minutter (The Lucy Show) til at finansiere to dyre tv-serier på hver en time (Mission: Impossible og Star Trek). Det lykkedes dog Solow at overtale Lucille Ball til at videreføre begge projekter.

## Produktion
Star Trek blev produceret i Desilu Productions' hovedstudie på Gower Street i Hollywood, Los Angeles. Studiet havde tidligere tilhørt RKO Pictures og ejes i dag af Paramount Pictures. Serien blev optaget på studiets nuværende scene 31 og 32. Seriens chefscenograf, Matt Jefferies, tegnede Enterprises eksteriør og store dele af dets interiør. "Jefferies-røret", der optræder i adskillige Star Trek-serier, er opkaldt efter ham. Sammen med sin bror, John Jefferies, tegnede Matt Jefferies også besætningens phaserpistoler. Han designede desuden Enterprises kommandobro.
Star Treks kostumier, Bill Theiss, designede Stjerneflådens forskellige uniformer, de kvindelige gæsteskuespilleres kostumer og mange af seriens rumvæsener, bl.a. klingonerne, vulcanerne og romulanerne.
Maleren og billedhuggeren Wah Chang, som tidligere havde arbejdet for Walt Disney Productions, tegnede mange af seriens rekvisitter, bl.a. besætningens kommunikatorer, der inspirerede Motorola til at producere de første personlige mobiltelefoner. Chang tegnede også de håndholdte tricordere og Enterprises infirmeri. Senere var han bl.a. med til at designe gornen og hortaen.

### Sæson 1 (1966-67)
NBC bestilte 16 afsnit af Star Trek foruden "Where No Man Has Gone Before". Det første sendte afsnit, "The Man Trap", havde premiere torsdag 8. september 1966 kl. 20:30. Afsnittet blev modtaget med blandede anmeldelser. The Philadelphia Inquirer og San Francisco Chronicle var positive, mens The New York Times og The Boston Globe var mere kritiske. Variety kaldte serien for "kedelig" og "forvirrende". "The Man Trap" blev set af hele 40,6 % af det samlede seerantal, eftersom afsnittets sendetid primært bestod af genudsendelser på de andre kanaler. Allerede den følgende uge måtte afsnittet "Charlie X" dog konkurrere mod nye tv-programmer og Star Treks seerandel faldt derfor til 29,4 %. De næste to uger var Star Trek med afsnittene "Where No Man Has Gone Before" og "The Naked Time" sendefladens 33. mest sete tv-program, men derefter faldt seriens rangering til en 51. plads med "The Enemy Within" og "Mudd's Women".
Jeg er stor fan af Star Trek og ville simpelthen dø, hvis den blev aflyst. Serien er efter min opfattelse den bedste på tv lige nu.
Redaktøren på Galaxy Science Fiction, Frederik Pohl, skrev i februar 1967 om sin store begejstring for Star Trek. Han roste bl.a. seriens skabere for, at de formåede at bevare den høje kvalitet, der i begyndelsen af sæsonen havde udløst en pris ved science fiction-messen Tricon i Cleveland, Ohio. Pohl mente dog, at Star Trek fejlagtigt forsøgte at appellere til et forholdsvist veluddannet seersegment, og han frygtede, at serien af samme årsag ville blive aflyst. For at redde serien opfordrede han derfor læserne til at sende fanbreve til NBC. Tidligere ville NBC sandsynligvis have aflyst en serie som Star Trek grundet de lave seertal, men fra begyndelsen af 1960'erne tog de amerikanske tv-kanaler i stigende grad hensyn til seernes demografiske profil. Som eksempel aflyste CBS midlertidigt Gunsmoke (1955-75) i 1967, fordi serien havde for mange ældre og for få yngre seere. Selvom Gene Roddenberry senere påstod, at NBC's programlæggere aldrig formåede at værdsætte Star Treks attraktive seersegment, blev seriens første sæson sandsynligvis ikke aflyst pga. netop dette "kvalitetspublikum". NBC bestilte tværtimod 10 nye afsnit og fornyede samtidig serien med endnu en sæson.

### Sæson 2 (1967-68)
Star Treks seertal fortsatte med at falde under anden sæson. NBC annoncerede indledningsvist, at den nye sæson ville blive sendt tirsdag aften kl. 19:30, men den endte i stedet med at blive vist fredag aften kl. 20:30. Serien mistede derfor mange af de unge seere, som den ellers forsøgte at appellere til. William Shatner regnede med, at serien ville blive aflyst efter to sæsoner, og begyndte derfor at søge efter andet arbejde. NBC overvejede dog aldrig for alvor at aflyse serien. Associated Press rapporterede således så tidligt som januar 1968, at Star Treks chancer for at blive fornyet med en tredje sæson var "fremragende". Serien havde ganske vist bedre seertal end ABC's konkurrerende Hondo (1967), men blev slået af CBS's Gomer Pyle, U.S.M.C. (1964-69) og Friday Night Movie (1966-67), der begge lå på Nielsens top 15-liste. Demografiske forhold reddede endnu engang Star Trek. I modsætning til, hvad mange fans senere har påstået, havde Star Trek ikke et markant yngre seersegment end dens konkurrenter. NBC's egne undersøgelser indikerede dog, at Star Trek havde et "kvalitetspublikum" bestående af "veluddannede mænd fra den øvre middelklasse", og overordnet set klarede Star Trek sig bedre end andre NBC-serier.
Se! Se! Det stopper aldrig! De holder i kø hele vejen ned ad gaden!
Star Trek-fansenes store begejstring kom bag på NBC. Serien var usædvanlig for sin tid, fordi den diskuterede samfundsmæssige problemstillinger i en futuristisk kontekst, hvilket stod i skarp kontrast til eksempelvis Lost in Spaces (1965-68) mere "campede" udtryk. Kanalen havde allerede modtaget 29.000 fanbreve under seriens første sæson, hvilket kun blev overgået af brevene til The Monkees (1966-68). Da det i slutningen af 1967 begyndte at forlyde, at Star Trek var i fare for at blive aflyst, iværksatte Roddenberry i hemmelighed en kampagne gennem Bjo og John Trimble, der opfordrede seerne til at sende fanbreve til NBC. NBC modtog omkring 166.000 Star Trek-fanbreve mellem december 1967 og marts 1968, hvoraf 52.000 af dem alene kom i februar. Et medlem af NBC's ledelse fortalte senere, at kanalen snarere modtog omkring en million breve, men at man bevidst meldte et forkert tal ud. I aviserne opfordrede diverse klummeskrivere NBC til at redde "den bedste science fiction-serie på tv". I januar 1968 marcherede over 200 Caltech-studerende til NBC's studier i Burbank, Californien, hvor de krævede seriens fortsættelse. Med sig bar de skilte med budskaber såsom "Vulcan Power" og "Indkald Spock". I San Francisco og New York City arrangerede Berkeley- og MIT-studerende lignende protester.
Støttebrevene, hvis forfattere talte notabiliteter såsom New York-guvernøren Nelson Rockefeller, var kvalitets- såvel som kvantitetsmæssigt anderledes end den post, som tv-kanalerne normalt modtog:
 Star Trek bliver - baseret på de omkring 6000 fanbreve, serien får tilsendt hver uge - set af forskere, museumsdirektører, psykiatere, læger, universitetsprofessorer og andre intellektuelle. Smithsonian Institution har bedt om at få en kopi af serien til dets arkiver, hvilket en tv-serie aldrig er blevet bedt om før.

Ydermere:
 Meget af posten kom fra læger, forskere, lærere og andre veluddannede, og var for det meste velskrevet. Og hvis der er noget, et tv-netværk ønsker lige så højt som gode Nielsen-tal, er det prestigen ved en serie, der appellerer til den øvre middelklasse og det intellektuelle seersegment.

Og nu en meddelelse til alle Star Treks seere. Det glæder os at kunne fortælle Dem, at Star Trek fortsat vil blive sendt her på NBC. Vi ved, at De ser frem til at følge de ugentlige eventyr i rummet.
NBC valgte ganske usædvanligt at annoncere på live-tv efter afsnittet "The Omega Story" 1. marts 1968, at Star Trek var blevet fornyet med endnu en sæson. I annonceringen lå implicit et ønske om, at brevsendingerne ville stoppe, men i stedet fik den fansene til at sende taknemlighedsbreve i lignende antal.

### Sæson 3 (1968-89)
NBC planlagde indledningsvist at rykke Star Treks sendetid til mandag aften med seriens tredje sæson, sandsynligvis i et forsøg på at tiltrække et større publikum efter den overraskende brevkampagne. I sidste ende valgte netværket dog at rykke serien til fredag aften kl. 22:00, hvor mange yngre seere ellers var fraværende. NBC ønskede ikke at konkurrere mod sit eget mandagssketchshow, Rowan & Martin's Laugh-In (1968-73), hvis producer George Schlatter kraftigt modsatte sig en eventuel programændring. Foruden det uønskede sendetidspunkt, blev Star Treks tredje sæson kun vist på 181 af NBC's 210 underkanaler.  

Roddenberry var frustreret og udtalte: "Hvis NBC's ønske er at slå [Star Trek] ihjel, kunne de ikke have valgt en bedre strategi." Han forsøgte uden held at overtale kanalens ledelse til at give Star Trek et mere gunstigt sendetidspunkt. I frustration trak han sig fra det daglige arbejde med serien, om end han officielt forblev Star Treks producer. Roddenberry blev erstattet af Fred Freiburger, som dermed producerede seriens tredje sæson. NBC reducerede Star Treks budget fra 185.000 dollars pr. afsnit til 175.000, eftersom den minutlige reklamepris for tredje sæsons nye sendetidspunkt udgjorde et fald fra 39.000 til 36.000 dollars. Den foregående sæsons budget havde i sig selv set et fald fra første sæsons 190.000 dollars pr. afsnit. Dette forårsagede, hvad mange har anset som en tydelig forværring af Star Treks kvalitet. Shatner følte, at seriens hovedkarakterer i stigende grad blev reduceret til overdrevne stereotyper, mens fortællingerne blev stadigt mere usandsynlige. Leonard Nimoy følte, at de økonomiske udfordringer dominerede produktionen. Assisterende producer Rob Justman, som forlod produktionen midtvejs i sæsonen, beklagede at nedskæringerne begrænsede indspilningsmulighederne. Som eksempel blev kun ét afsnit, "The Paradise Syndrome", hovedsageligt filmet uden for studierne. Nichelle Nichols har beskrevet, hvordan budgetnedskæringerne i seriens sidste år var et bevidst forsøg på at kvæle Star Trek: 
 Mens NBC offentligt talte Star Treks seere efter munden, skar de vores produktionsomkostninger ned til et niveau, der lå 10 % under den første sæsons. Det forklarer bl.a., hvorfor der er så få udendørsscener i tredje sæson. Det blev svært at tiltrække de bedste manuskriptforfattere, de bedste gæstestjerner – ja, de bedste af alt. Således blev Star Treks undergang en selvopfyldende profeti. Og jeg kan forsikre jer om, at det skam også var hensigten.

Den 9. januar 1969 blev de sidse scener af Star Trek indspillet, og efter 79 afsnit valgte NBC i februar samme år at aflyse serien trods endnu en brevkampagne.

### Syndikering
Selvom Star Treks tredje sæson af mange blev anset for af ringere kvalitet end de to foregående, gav den serien tilstrækkeligt med afsnit til, at den kunne tv-syndikeres. Syndikering kræver ellers ofte fire sæsoner, svarende til ca. hundrede afsnit, hvilket giver mulighed for at sende en serie dagligt i tyve uger uden genudsendelser. Alligevel købte Kaiser Broadcasting syndikeringsrettighederne til Star Trek til flere af deres storbykanaler, da de så den som en effektiv konkurrent til de tre store kanaler NBC, CBS og ABC's 18-nyheder. Paramount begyndte at reklamere for genudsendelserne i pressen i marts 1969. Da Kaiser Broadcastings seertal var gode, købte andre stationer såsom New York City-lokalkanalen WPIX og Philadelphia-kanalen WKBS også serien som en lignende konkurrent til andre programmer.
Star Treks syndikering på flere tv-kanaler samtidig udbredte kendskabet til den, og serien fandt nu et større publikum, end da den kun var blevet vist på NBC. Star Trek blev snart en kultklassiker. Den blev vist sent om eftermiddagen eller tidligt om aftenen, hvorfor den tiltrak mange nye, primært yngre seere. I 1970 skrev Los Angeles Times om Star Treks evne til at "høste [sendefladens] mest misundelsesværdige seertal", og i 1972 blev "serien, der ikke vil dø" vist i omkring hundrede amerikanske byer og tres lande. Samme år deltog 3.000 mennesker i januar i det første Star Trek-konvent i New York City.
Seriens fans begyndte i stigende grad at organisere sig. De mødtes på messer for at udveksle merchandise, hilse på seriens skuespillere og gense gamle afsnit. Disse såkaldte "trekkies" blev berømte – og sommetider latterliggjorte – for deres ekstreme kærlighed til serien samt deres encyklopædiske viden om hvert afsnit. Eftersom trekkiesene gerne ville gense de enkelte afsnit flere gange, steg prisen på Star Treks syndikeringsrettigheder i stedet for naturligt at falde. I 1977 skrev People derfor, at Star Trek ville "blive genudsendt indtil universet omsider kravler tilbage i sit lille, sorte hul." I 1986, sytten år efter seriens egentlig afslutning, var Star Trek fortsat den mest sete syndikerede serie på amerikansk tv, og Paramount tjente omkring 1 million dollars pr. afsnit. I 1994 blev Star Trek stadig genudsendt i 94 % af USA.

## Medvirkende
- James T. Kirk
- Spock
- Leonard McCoy
- Montgomery Scott
- Nyota Uhura
- Hikaru Sulu
- Pavel Chekov
- Janice Rand

| Skuespiller       | Karakter | Skibsposition                  | Optræden  | Karakterens race          | Rang             |
| ----------------- | --- | ------------------------------ | --------- | ------------------------- | ---------------- |
| William Shatner   | James T. Kirk | Kaptajn                        | Sæson 1-3 | Menneske                  | Kommandør        |
| William Shatner   | Kirk er kaptajn på stjerneskibet USS Enterprise. Han er født i byen Riverside, Iowa, i år 2233. Kirks to bedste venner er Spock og dr. McCoy, som rådgiver ham ved at appellere til henholdsvis hans fornuft og følelser.                                                                                              |                                |           |                           |                  |
| Leonard Nimoy     | Spock | Overstyrmand Videnskabsofficer | Sæson 1-3 | Halvmenneske Halvvulcaner | Kommandørkaptajn |
| Leonard Nimoy     | Spock er halvt menneske og halvt vulcaner. Han er Enterprises videnskabsofficer og overstyrmand, dvs. næstkommanderende. Spock er en af Kirks bedste venner og bruger sin veludviklede logiske sans til at løse besætningens problemer.                                                                                |                                |           |                           |                  |
| DeForest Kelley   | Dr. Leonard "Bones" McCoy | Stabslæge                      | Sæson 1-3 | Menneske                  | Orlogskaptajn    |
| DeForest Kelley   | Dr. McCoy er stabslæge på Enterprise. Han er Kirks anden bedste ven og argumenterer ofte med udgangspunkt i sine menneskelige følelser, mens Spock bruger logiske rationaliseringer. |                                |           |                           |                  |
| James Doohan      | Montgomery "Scotty" Scott | Førstestyrmand Maskinchef      | Sæson 1-3 | Menneske                  | Orlogskaptajn    |
| James Doohan      | Scotty er Enterprises skotske maskinchef og førstestyrmand, dvs. tredjekommanderende. Han er meget beskyttende over for sit stjerneskib. Scottys tekniske viden og snilde gør ham i stand til hurtigt at udtænke ukonventionelle, men effektive løsninger på alvorlige problemer.                                      |                                |           |                           |                  |
| Nichelle Nichols  | Nyota Uhura | Kommunikationsofficer          | Sæson 1-3 | Menneske                  | Løjtnant         |
| Nichelle Nichols  | Uhura er kommunikationsofficer på Enterprise. Hun er hjemmevant på kommandobroen og kan hurtigt overtage skibets navigation og ror, hvis behovet opstår. Uhura er også en talentfuld sangerinde, som holder af at synge for sine skibskammerater i messen. Spock akkompagnerer hende sommetider på sin vulcanske lyre. |                                |           |                           |                  |
| George Takei      | Hikaru Sulu | Rorsmand                       | Sæson 1-3 | Menneske                  | Løjtnant         |
| George Takei      | Sulu er Enterprises rorsmand. Han har mange interesser og hobbyer, heriblandt gymnastik, botanik, fægtning og antikke våben. |                                |           |                           |                  |
| Walter Koenig     | Pavel Chekov | Navigatør                      | Sæson 2-3 | Menneske                  | Sekondløjtnant   |
| Walter Koenig     | Chekov er Enterprises russiske navigatør. Han bliver først introduceret i seriens anden sæson. |                                |           |                           |                  |
| Majel Barrett     | Christine Chapel | Oversygeplejerske              | Sæson 1-3 | Menneske                  |                  |
| Majel Barrett     | Chapel er oversygeplejerske på Enterprise. Hun arbejder tæt sammen med dr. McCoy. Note: Barrett, som spillede skibets overstyrmand Nummer 1 i det oprindelige pilotafsnit "The Cage", lagde også stemme til Enterprises computer.                                                                                      |                                |           |                           |                  |
| Grace Lee Whitney | Janice Rand | Oppasser                       | Sæson 1   | Menneske                  |                  |
| Grace Lee Whitney | Rand er kaptajn Kirks personlige oppasser. |                                |           |                           |                  |

Gene Roddenberry havde fra begyndelsen besluttet, at både McCoy og Spock skulle spilles af mænd. Alligevel påstod Nichelle Nichols, at hun havde været til audition til rollen som Spock: "De overrakte mig et manuskript på tre sider, hvor der [udspillede sig en samtale mellem] tre karakterer kaldet Bones, Kirk og Spock. De bad mig læse Spocks replikker højt. Da jeg så denne fantastiske tekst, sagde jeg til mig selv: "Jeg vil med glæde spille en hvilket som helst af disse roller." Jeg fandt dog Spock-karakteren mest interessant og spurgte om de kunne fortælle mig mere om hendes [Spocks] personlighed." Produktionen fortalte da Nichols, at de allerede havde tilbudt rollen til Leonard Nimoy. Hun endte i stedet med at spille Uhura.
Det var oprindeligt meningen, at Sulus rolle skulle udvides betragteligt i Star Treks anden sæson, men pga. George Takeis involvering i John Wayne-filmen De grønne djævle (1968), blev hans rolle i stedet fyldt ud af Walter Koening som den unge, russiske navigatør Chekov. Da Takei vendte tilbage til settet, måtte han og Koening dele garderobe. Parret sad sammen ved Enterprises ror resten af serien. Et vedvarende rygte har hævdet, at Chekov-karakteren blev introduceret efter at den sovjetiske avis Pravda havde klaget over manglen på russere blandt skibets ellers multikulturelle besætning. Det blev anset som en personlig hån mod landet, der havde fostret den første mand i rummet, Jurij Gagarin. Roddenberry udtalte i den forbindelse, at produktionen havde "begået en stor fejl" og at han var "flov over, at vi ikke havde inkluderet en russer fra begyndelsen." Dokumenter fra Desilu indikerer imidlertid, at hensigten med Chekov først og fremmest var at introducere en ung karakter med mere sexappeal, der kunne lokke flere teenagepiger til Star Trek. Koening selv har senere udtalt, at han tvivlede på Pravda-rygtet, eftersom Star Trek aldrig blev vist i Sovjetunionen. Det er også blevet påstået, at The Monkees-medlemmet Davy Jones var inspirationskilden for Chekov.  
Et gennemgående træk ved Star Treks persongalleri var karakterer, som enten blev dræbt eller såret kort tid efter deres introduktion på skærmen, som regel Enterprises sikkerhedspersonel i røde uniformer. Dette plotgreb var så hyppigt anvendt, at det har lagt navn til fiktionsbegrebet "redshirt" om en karaktertype, hvis eneste udtalte formål er at dø for at tydeliggøre, hvilken fare hovedpersonerne befinder sig i.

### Karakteriseringer
Med Star Trek blev seriens hovedsageligt ukendte skuespillere verdensberømte. DeForest Kelley havde optrådt i mange film og tv-serier, men oftest i mindre skurkeroller. Nimoy havde også erfaring med både film og serier, men var relativt ukendt. Han havde tidligere spillet over for William Shatner i et afsnit af The Man from U.N.C.L.E (1964-68) samt Kelly – i rollen som en læge – i et afsnit af The Virginian (1962-71). Shatner var som den eneste et kendt navn i branchen. Han havde spillet med i adskillige film, optrådt som Cyrano de Bergerac på Broadway, og endda takket nej til titelrollen i Dr. Kildare (1961-66).
Efter seriens afslutning oplevede skuespillerne ofte at blive sat i bås med deres Star Trek-roller, såkaldt "typecasting". Michael Dorn, som spillede en af hovedrollerne i Star Trek: The Next Generation (1987-94), udtalte imidlertid i 1991: "Hvis det, der overgik de oprindelige [Star Trek-skuespillere], kaldes for 'typecasting', vil jeg egentlig gerne 'typecastes'. Ja, de fik selvfølgelig ikke tilbudt nye roller efter Star Trek, men de er ved at indspille deres sjette film! Kan du nævne nogen anden serieskuespiller, som har indspillet seks film?"
Star Treks tre hovedkarakterer var Kirk, Spock og McCoy, hvis forskellige personligheder ofte blev sat op mod hinanden: Kirk var passioneret og aggressiv, dog med en skælmsk humor, Spock var kølig og logisk, og McCoy var sarkastisk, følsom og ulogisk, men altid medlidende. I mange af fortællingerne stødte de tre mænd sammen, når Kirk blev tvunget til at træffe en svær beslutning, og Spock advokerede for den logiske og sommetider ufølsomme vej, mens McCoy – af Kirk kaldet "Bones" – omvendt altid insisterede på at gøre mindst mulig skade. Spock og McCoys konfliktfyldte forhold dækkede over en gensidig respekt og omsorg for hinanden, og deres mange skænderier var populære blandt seerne. Star Trek betonede faktisk dialog i en sådan grad, at Nicholas Meyer, som bl.a. har instrueret to Star Trek-film, har omtalt tv-serien som et hørespil, hvis narrativ stadig kan forstås uden billede ud fra lydsporet alene.
NBC's ledelse afviste indledningsvist Spock-karakteren. De frygtede, at hans "sataniske" udseende med spidse ører og øjenbryn kunne afskrække visse seere, og ifølge Nimoy opfordrede de adskillige gange Roddenberry til at "skrotte marsmanden". Roddenberry opdagede bl.a., at NBC's presseafdeling bevidst havde retoucheret Spocks spidse ører og øjenbryn væk fra seriens første reklamebilleder, for ikke at støde de religiøse seere i sydstaterne. Spock endte imidlertid med at blive en af Star Treks mest populære karakter. Han blev endda en slags sexsymbol, hvilket ingen fra produktionen havde regnet med. Om Spocks sexappeal, bemærkede Nimoy selv: "Pressen kom næsten altid ind på [emnet], men jeg tænkte aldrig selv over det. Det virker fjollet at forholde sig Spock som et sexsymbol."

### Nævneværdige gæsteoptrædener
- Robert Walker Jr. som Charlie Evans ("Charlie X)"
- Gary Lockwood som Gary Mitchell ("Where No Man Has Gone Before")
- Sally Kellerman som Elizabeth Dehner ("Where No Man Has Gone Before")
- Roger C. Carmel som Harry Mudd ("Mudd's Women" og "I, Mudd")
- Ted Cassidy som Ruk ("What Are Little Girls Made Of?"). Cassidy lagde desuden stemme til den falske Balok-dukke ("The Corbomite Maneuver") samt gornkaptajnen ("Arena")
- Sherry Jackson som Andrea ("What Are Little Girls Made Of?")
- Kim Darby som Miri ("Miri")
- Michael J. Pollard som Jahn ("Miri")
- James Gregory som Tristan Adams ("Dagger of the Mind")
- Morgan Woodward som Simon van Gelder ("Dagger of the Mind") og Ronald Tracey ("The Omega Glory")
- Marianna Hill som Helen Noel ("Dagger of the Mind")
- Clint Howard som Balok ("The Corbomite Maneuver")
- Susan Oliver som Vina ("The Menagerie")
- Jeffrey Hunter som Christopher Pike ("The Menagerie")
- Malachi Throne som Jose I. Mendez ("The Menagerie")
- Barbara Anderson som Lenore Karidian ("The Conscience of the King")
- Arnold Moss som Anton Karidian ("The Conscience of the King")
- Elisha Cook Jr. som Samuel T. Cogley ("Court Martial")
- Joan Marshall som Areel Shaw ("Court Martial")
- Ricardo Montalbán som Khan Noonien Singh ("Space Seed"). Montalbán spillede også Khan i filmen Star Trek II: Khans hævn (1982)
- Madlyn Rhue som Marla McGivers ("Space Seed")
- David Opatoshu som Anan 7 ("A Taste of Armageddon")
- Barbara Babcock som Mea 3 ("A Taste of Armageddon") og Philana ("Plato's Stepchildren"). Babcock lagde desuden stemme til Beta 5-computeren ("Assignment: Earth") og Loskene ("The Tholian Web")
- Jill Ireland som Leila Kalomi ("This Side of Paradise")
- John Colicos som Kor ("Errand of Mercy"). Kor spillede også Kor i tre afsnit af Deep Space Nine (1993-99)
- Joan Collins som Edith Keeler ("The City on the Edge of Forever")
- Celia Lovsky som T'Pau ("Amok Time")
- Arlene Martel som T'Pring ("Amok Time")
- Michael Forest som Apollon ("Who Mourns for Adonais?")
- Leslie Parrish som Carolyn Palamas ("Who Mourns for Adonais?")
- Barbara Luna som Marlena Moreau ("Mirror, Mirror")
- Vic Perrin som Tharn ("Mirror, Mirror"). Perrin lagde desuden stemme til Nomad ("The Changeling")
- David Soul som Makora ("The Apple")
- William Windom som Matt Decker ("The Doomsday Machine")
- Antoinette Bower som Sylvia ("Catspaw")
- Glenn Corbett som Zefram Cochrane ("Metamorphosis")
- Elinor Donahue som Nancy Hedford ("Metamorphosis")
- Mark Lenard som Sarek ("Journey to Babel"). Lenard spillede også Sarek i Star Trek II: Khans hævn, Star Trek III: Jagten på Spock (1984), Star Trek IV: Rejsen tilbage til Jorden (1986), Star Trek VI: Det uopdagede land (1991) samt i et afsnit af The Next Generation (1987-94). Han spillede også en unavngiven romulansk kommandør ("Balance of Terror") samt klingonkaptajnen i Star Trek-filmen (1979). Lenard er dermed den eneste skuespiller i franchisens historie, som har spillet hele tre forskellige typer af rumvæsener
- Jane Wyatt som Amanda Grayson ("Journey to Babel"). Wyatt spillede også Amanda Grayson i Star Trek IV: Rejsen tilbage til Jorden
- Julie Newmar som Eleen ("Friday's Child")
- John Fiedler som Hengist ("Wolf in the Fold")
- Angelique Pettyjohn som Shahna ("The Gamesters of Triskelion")
- Joseph Ruskin som Galt ("The Gamesters of Triskelion")
- Vic Tayback som Krako ("A Piece of the Action")
- Anthony Caruso som Bela ("A Piece of the Action")
- Nancy Kovack som Nona ("A Private Little War")
- Diana Muldaur som Ann Mulhall ("Return to Tomorrow") og Miranda Jones ("Is There in Truth No Beauty?"). Muldaur spillede senere skibslægen Katherine Pulaski i The Next Generation
- Barbara Bouchet som Kelinda ("By Any Other Name")
- Warren Stevens som Rojan ("By Any Other Name")
- William Marshall som Richard Daystrom ("The Ultimate Computer")
- Robert Lansing som Gary Seven ("Assignment: Earth")
- Teri Garr som Roberta Lincoln ("Assignment: Earth")
- Melvin Belli som Gorgan ("And the Children Shall Lead")
- Pamelyn Ferdin som Mary ("And the Children Shall Lead")
- Michael Ansara som Kang ("Day of the Dove"). Ansara spillede også Kang i et afsnit af Deep Space Nine og et afsnit af Voyager (1995-2001)
- Michael Dunn som Alexander ("Plato's Stepchildren")
- France Nuyen som Elaan ("Elaan of Troyius")
- Keye Luke som Donald Cory ("Whom Gods Destroy")
- Yvonne Craig som Marta ("Whom Gods Destroy")
- Steve Ihnat som Garth ("Whom Gods Destroy")
- Frank Gorshin som Bele ("Let That Be Your Last Battlefield")
- Lou Antonio som Lokai ("Let That Be Your Last Battlefield")
- Lee Meriwether som Losira ("That Which Survives")
- James Daly som Flint ("Requiem for Methuselah")
- Louise Sorel som Rayna Kapec ("Requiem for Methuselah")
- Charles Napier som Adam ("The Way to Eden")
- Jeff Corey som Plasus ("The Cloud Minders")
- Fred Williamson som Anka ("The Cloud Minders")
- Mariette Hartley som Zarabeth ("All Our Yesterdays")

## Sæsoner og afsnit

### Sæsoner
| Sæson | Afsnit | Afsnit | Sendetider         | Sendetider     | Sendetider                             |
| Sæson | Afsnit | Afsnit | Første afsnit      | Sidste afsnit  | Tidspunkt                              |
| ----- | ------ | ------ | ------------------ | -------------- | -------------------------------------- |
| 1     | 29     | 29     | 8. september 1966  | 13. april 1967 | Torsdag 20:30                          |
| 2     | 26     | 26     | 15. september 1967 | 29. marts 1968 | Fredag 20:30                           |
| 3     | 24     | 24     | 20. september 1968 | 3. juni 1969   | Fredag 22:00 (1-23) Tirsdag 19:30 (24) |

### Nævneværdige afsnit
Adskillige publikationer har rangeret de ti bedste Star Trek-afsnit:
| Rangering | Entertainment Weekly (1995)       | IGN (2009)                        | Newsweek (2016)                   | Hollywood.com (2015)              | Den of Geek (2021)                  |
| --------- | --------------------------------- | --------------------------------- | --------------------------------- | --------------------------------- | ----------------------------------- |
| 1         | "The City on the Edge of Forever" | "The City on the Edge of Forever" | "The Doomsday Machine"            | "The City on the Edge of Forever" | "A Taste of Armageddon"             |
| 2         | "Space Seed"                      | "Balance of Terror"               | "Space Seed"                      | "Arena"                           | "The City on the Edge of Forever"   |
| 3         | "Mirror, Mirror"                  | "Mirror, Mirror"                  | "Mirror, Mirror"                  | "Mirror, Mirror"                  | "The Corbomite Maneuver"            |
| 4         | "The Doomsday Machine"            | "Space Seed"                      | "The Trouble with Tribbles"       | "Balance of Terror"               | "The Devil in the Dark"             |
| 5         | "Amok Time"                       | "The Trouble with Tribbles"       | "The Enterprise Incident"         | "Space Seed"                      | "A Piece of the Action"             |
| 6         | "The Devil in the Dark"           | "Where No Man Has Gone Before"    | "Journey of Babel"                | "Galileo Seven"                   | "Space Seed"                        |
| 7         | "The Trouble with Tribbles"       | "The Enemy Within"                | "Balance of Terror"               | "Amok Time"                       | "Balance of Terror"                 |
| 8         | "The Side of Paradise"            | "The Naked Time"                  | "Arena"                           | "Journey to Babel"                | "Arena"                             |
| 9         | "The Enterprise Incident"         | "This Side of Paradise"           | "Amok Time"                       | "The Doomsday Machine"            | "Let That Be Your Last Battlefield" |
| 10        | "Journey to Babel"                | "Arena"                           | "The City on the Edge of Forever" | "The Enterprise Incident"         | "The Man Trap"                      |

Ud af ovenstående enogtyve afsnit, er hele tretten – "Where No Man Has Gone Before", "The Enemy Within", "The Naked Time", "Balance of Terror", "Galileo Seven", "Arena", "Space Seed", "This Side of Paradise", "The Devil in the Dark", "A Taste of Armageddon", "The Corbomite Maneuver", "The Man Trap" og "The City on the Edge of Forever" – fra Star Treks første sæson, mens seks – "Amok Time", "The Doomsday Machine", "Mirror, Mirror", "The Trouble with Tribbles", "A Piece of the Action" og "Journey to Babel" – er fra seriens anden sæson. Kun to afsnit – "The Enterprise Incident" og "Let That Be Your Last Battlefield" – er fra den tredje sæson.
"The City on the Edge of Forever" og "Space Seed" optræder som de eneste to afsnit på alle fem lister.

## Musik

### Titelmelodi
Star Treks titelmelodi blev komponeret af Alexander Courage. Titelmelodien er også blevet brugt i adskillige af de efterfølgende spin-off-serier og spillefilm. Gene Roddenberry skrev en tilhørende sangtekst til Courages melodi, der aldrig blev brugt i serien, men ophavsretligt gjorde Roddenberry til medkomponist og således berettiget til 50 % af titlens royalties. Selvom Roddenberry ikke handlede ulovligt, fandt Courage hans gerninger for uetiske. Courages arbejde på filmen Doktor Dolittle (1967) forhindrede ham i at skrive musik til mere end fire afsnit i første sæson. Assisterende producer Robert Justman påstod dog senere, at Courage også havde mistet lysten til at arbejde på Star Trek pga. Roddenberrys behandling af ham. Han skrev ikke musik til seriens anden sæson, men til to afsnit i seriens tredje sæson.
Teksten til titelmelodien lyder:
Beyond the rim of the starlight
My love is wandering in star flight
I know he’ll find
In star clustered reaches
Love, strange love
A starwoman teaches
I know his journey ends never
His Star Trek will go on forever
But tell him while
He wanders his starry sea
Remember
Remember me

### Underlægningsmusik
Af økonomiske årsager blev store dele af Star Treks lydspor ofte genbrugt. Der blev således kun komponeret original underlægningsmusik til 31 af seriens 79 afsnit, mens de resterende afsnit måtte gøre brug af den allerede skrevne musik. Otte komponister arbejdede på Star Trek: Alexander Courage, George Duning, Jerry Fielding, Gerald Fried, Sol Kaplan, Samuel Matlovsky, Joseph Mullendore og Fred Steiner. Sidstnævnte skrev musikken til tretten afsnit.
Komponisterne dirigerede selv under indspilningerne af deres musik. Derefter udvalgte og redigerede seriens musikredaktører, Robert Raff, Jim Henrikson og Richard Lapham, deres fortrukne værker til hvert enkelt afsnit. Det var dog hovedsageligt den assisterende producer Robert Justman, som besluttede, hvilke afsnit der skulle underlægges med nyskreven musik.
Nogle af de oprindelige indspilninger blev udgivet i USA af pladeselskabet GNP Crescendo Record Co. Fred Steiner og Tony Bremer genindspillede senere et udvalg af seriens musik med Royal Philharmonic Orchestra for henholdsvis selskaberne Varèse Sarabande og Label X, men først i december 2012 blev hele den oprindelige Star Trek-series underlægningsmusik udgivet af La-La- Land Records med et bokssæt på femten CD'er.

### Afsnit med nyskreven musik
Kursiverede afsnit indeholder også genbrugt musik:
Sæson 1:
- "The Cage" (Alexander Courage)
- "Where No Man Has Gone Before" (Alexander Courage)
- "The Corbomite Maneuver" (Fred Steiner)
- "Mudd’s Women" (Fred Steiner)
- "The Enemy Within" (Sol Kaplan)
- "The Man Trap" (Alexander Courage)
- "The Naked Time" (Alexander Courage)
- "Charlie X" (Fred Steiner)
- "Balance of Terror" (Fred Steiner)
- "What Are Little Girls Made Of?" (Fred Steiner)
- "The Conscience of the King" (Joseph Mullendore)
- "Shore Leave" (Gerald Fried)
- "The City on the Edge of Forever" (Fred Steiner)

Sæson 2:
- "Catspaw" (Gerald Fried)
- "Metamorphosis" (Gerald Fried)
- "Friday’s Child" (Gerald Fried)
- "Who Mourns for Adonais?" (Fred Steiner)
- "Amok Time" (Gerald Fried)
- The Doomsday Machine" (Sol Kaplan)
- "Mirror, Mirror" (Fred Steiner)
- "I, Mudd" (Samuel Matlovsky)
- "The Trouble with Tribbles" (Jerry Fielding)
- "By Any Other Name" (Fred Steiner)
- "Patterns of Force" (George Duning)
- "The Omega Glory" (Fred Steiner)
- "Return to Tomorrow" (George Duning)

Sæson 3:
- "Spectre of the Gun" (Jerry Fielding)
- "Elaan of Troyius" (Fred Steiner)
- "The Paradise Syndrome" (Gerald Fried)
- "The Enterprise Incident" (Alexander Courage)
- "And the Children Shall Lead" (George Duning)
- "Spock’s Brain" (Fred Steiner)
- "Is There in Truth No Beauty?" (George Duning)
- "The Empath" (George Duning)
- "Plato’s Stepchildren" (Alexander Courage)

## Priser
Selvom Star Trek aldrig vandt nogle Emmy-priser, blev serien nomineret adskillige gange i følgende kategorier:
- Bedste dramaserie i 1967 og 1968
- Bedste mandlige birolle (Leonard Nimoy som Spock) i 1967, 1968 og 1969
- Bedste individuelle præstation inden for scenografi (Jim Rugg) i 1967
- Bedste individuelle præstation inden for fotografering (Darrell Anderson, Linwood G. Dunn og Joseph Westheimer) i 1967
- Bedste individuelle præstation inden for lyd (Doug Grindstaff) i 1967
- Bedste klipning i 1968
- Bedste individuelle præstation inden for visuelle effekter (Westheimer Company) i 1967
- Bedste scenografi i 1969
- Bedste klipning i 1969
- Bedste visuelle effekter i 1969

Otte Star Trek-afsnit blev nomineret til en Hugo-pris for bedste dramatiske præsentation, der regnes for en af science fiction-genrens største priser: "The Naked Time", "The Corbomite Maneuver" og "The Menagerie" i 1967, og "Amok Time", "Mirror, Mirror", "The Doomsday Machine", "The Trouble with Tribbles" og "The City on the Edge of Forever" i 1968. Alle seks nominerede i 1968 var således Star Trek-afsnit. Serien vandt begge år for henholdsvis ”The Menagerie” og ”The City on the Edge of Forever”.
I 1997 blev "The City on the Edge of Forever" rangeret som nr. 92 på TV Guides store liste over de hundrede bedste tv-afsnit nogensinde. Samme medie kårede både i 2004 og 2007 Star Trek til den største kultserie i tv-historien. I 2013 kårede TV Guide desuden Star Trek til den bedste science fiction-serie nogensinde, og inkluderede den som nr. 12 på deres liste over tv-historiens tres bedste serier. Star Trek optræder desuden som nr. 33 på Writers Guild of Americas liste over de bedst skrevne tv-serier nogensinde.

## Spillefilm

### The Original Series-filmene (1979-91)
Gene Roddenberry foreslog at producere en Star Trek-spillefilm allerede i 1969. Da den oprindelige tv-serie blev aflyst, lobbyede han for at fortsætte franchisen med en film. Seriens succesfulde syndikering overbeviste Paramount om at påbegynde arbejdet på en Star Trek-film i 1975. Flere manuskriptforfattere forsøgte at udarbejde et passende udkast, men Paramounts ledelse afviste alle forslagene. De skrinlagde derfor projektet i 1977 for i stedet at genoplive franchisen med en ny tv-serie, Star Trek: Phase II. Efter Star Wars og Nærkontakt af tredje grads succesfulde premierer samme år, begyndte Hollywoods studier imidlertid at satse stort på science fiction-film, og Paramount besluttede derfor at skrotte Phase II-projektet for at producere en Star Trek-film (1979). Den blev efterfulgt af Star Trek II: Khans hævn (1982), Star Trek III: Jagten på Spock (1984), Star Trek IV: Rejsen tilbage til Jorden (1986), Star Trek V: The Final Frontier (1989) og Star Trek VI: The Undiscovered Country (1991). Leonard Nimoy instruerede Star Trek III og IV, mens William Shatner instruerede Star Trek V.

### Kelvin-filmene (2009-16)
Efter The Next Generation-filmen Nemesis' (2002) dårlige modtagelse og Star Trek: Enterprises (2001-05) aflysning, begyndte Star Trek-franchisens daværende hovedproducer Rick Berman at arbejde på en ny film sammen med manuskriptforfatteren Erik Jendresen. Star Trek: The Beginning skulle tidsmæssigt udspille sig efter Enterprise, men før den oprindelige tv-serie. I februar 2007 takkede J. J. Abrams ja til Paramounts tilbud om at instruere den nye film. Roberto Orci og Alex Kurtzman skrev et manuskript, der faldt i Abrams smag, fordi det bl.a. omfattede helt nye skuespillere, som skulle spille yngre udgaver af den oprindelige series roller. Både USS Enterprises eksteriør og interiør såvel som besætningens uniformer blev gendesignet.
Abrams' genoplivning af Star Trek bliver ofte anset for et "reboot", men det er også en fortsættelse af det oprindelige forlæg. Nimoy spiller som eksempel en ældre udgave af sin rolle Spock. Manuskriptforfatterne besluttede at løsrive de nye film fra det allerede etableredes begrænsninger, dog med respekt for franchisen. Denne nye tidslinje blev omtalt under adskillige uformelle navne såsom "Abramverse", "JJ Trek" og "NuTrek", før den blev givet det officielle navn "Kelvin-tidslinjen". Den er opkaldt efter stjerneskabet USS Kelvin fra den nye Star Trek-film (2009). Abrams navngav skibet efter sin farfar, Henry Kelvin.
Kelvin-tidslinjen omfatter Star Trek, Star Trek Into Darkness (2013) og Star Trek Beyond (2016). Den sidste film er dedikeret til Nimoy, som døde i 2015, og Anton Yelchin, som spillede Chekov i Kelvin-filmene, men som døde i en bilulykke i 2016.

## Kulturel indflydelse

### Parodier
The Original Series er blevet parodieret adskillige gange i andre tv-programmer. Saturday Night Live har produceret to berømte sketcher, der parodierer den oprindelige Star Trek-serie: "The Last Voyage of the Starship Enterprise" fra 1976 og William Shatners egen "Get a life"-sketch fra 1986, hvor han gjorde grin med seriens trekkies-fans. Den ti minutter lange "The Last Voyage of the Starship Enterprise" blev skrevet af Michael O'Donoghue. Den er ifølge trekmovie.com "en af de bedste Star Trek-parodier nogensinde". TVSquad har beskrevet både Shatners "Get a life"-sketch og O'Donoghues "The Last Voyage of the Starship Enterprise" som to af de mest berømte Star Trek-parodier nogensinde.
Det canadiske komikerpar Wayne og Shuster parodierede Star Trek under navnet Star Schtick i slutningen af 1970'erne. En finsk parodiserie, Star Wreck, blev påbegyndt i 1992 og kulminerede med filmen Star Wreck: In the Pirkinning i 2005. Serien er frigivet under en Creative Commons-licens og kan derfor downloades frit og lovligt fra nettet.
The Original Series er også blevet parodieret i The Simpsons, Family Guy og Futurama. Futurama-afsnittet "Where No Fan Has Gone Before" er af magasinet Wired blevet beskrevet som et "referencepunkt" for Star Trek-fans. Filmen Galaxy Quest fra 1999 omhandler en række skuespillere fra en gammel science fiction-serie, som bliver kidnappet af rumvæsener, der forveksler den fiktive serie med virkeligheden. Filmens karakterer er parodier på Star Trek-karakterer, og store dele af plottet gør grin med 1960'ernes tv-serier.

### Fanproduktioner
Star Trek har inspireret mange fans til at producere deres egne Star Trek-historier, først og fremmet online. Mange af disse fanproduktioner omhandler besætningen fra The Original Series, heriblandt Star Trek: Phase II, der blev nomineret til en Hugo-pris og modtog støtte fra skuespillere såvel som manuskriptforfattere, som havde været involveret i den oprindelige tv-serie.

### Spin-off-serier
Star Trek: The Original Series blev efterfulgt af følgende spin-off-serier:
- Star Trek: The Animated Series (1973-74)
- Star Trek: The Next Generation (1987-94)
- Star Trek: Deep Space Nine (1993-99)
- Star Trek: Voyager (1995-2001)
- Star Trek: Enterprise (2001-05)
- Star Trek: Discovery (2017-)
- Star Trek: Short Treks (2018-20)
- Star Trek: Picard (2020-23)
- Star Trek: Lower Decks (2020-)
- Star Trek: Prodigy (2021-)
- Star Trek: Strange New Worlds (2022-)